# Zátěžová banka

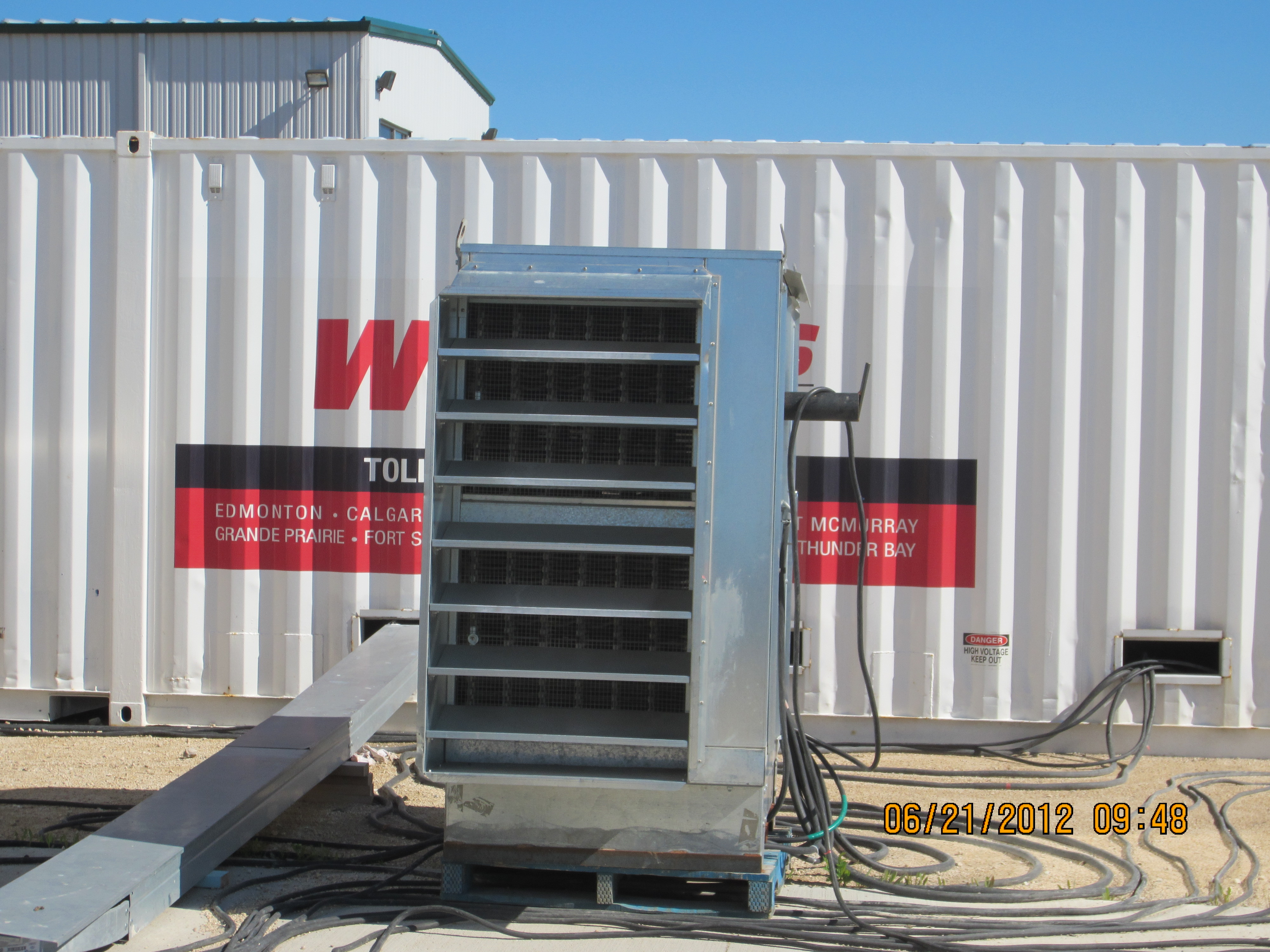
Zátěžová banka – zde použita pro zátěžovou zkoušku dieselgenerátoru

Zátěžová banka (anglicky load bank) je zařízení, které se používá k testování a simulaci elektrické zátěže. Tato zařízení se také používají při provozech obnovitelných zdrojů energie, jejichž výkyvy není schopna elektrická síť absorbovat. Nazývají se pak také mařiče energie. Roku 2024 v ČR bylo zažádáno o připojení mařičů k síti o výkonu přibližně 1 GW.